# Lepturus humbertianus
Lepturus humbertianus är en gräsart som beskrevs av Aimée Antoinette Camus. Lepturus humbertianus ingår i släktet Lepturus och familjen gräs. Inga underarter finns listade i Catalogue of Life.